# گردنه دانلو
گردنه دانلو (به لاتین: Gap of Dunloe) یک کوه در جمهوری ایرلند است که در شهرستان کری واقع شده‌است.